# Divoká kachna (divadelní hra)
Divoká kachna (norsky:Vildanden), je drama Henrika Ibsena, které vyšlo prvně tiskem 11. listopadu 1884 u Ibsenova dvorního nakladatele Frederika Hegela (kodaňské nakladatelství Gyldendal). Text však vznikal už za Ibsenova pobytu v Římě mezi lety 1882–1883.
Na základě Ibsenova vlastního výroku se často o jeho díle říká, že nedává odpovědi, nýbrž pouze klade otázky. O dramatu Divoká kachna to platí dvojnásob.
Hra samotná je proto v Ibsenově tvorbě významným mezníkem. Tematizuje životní protiklad lži a pravdy a jejich užitečnosti. Klade otázku, je-li nutné odhalit nepříjemnou pravdu i v případě, že může zničit lidské štěstí. Lze životní štěstí vybudovat na lži či (sebe)klamu nebo je třeba usilovat o život v pravdě za každou cenu?
Divoká kachna je hra realistická, ale zároveň značně symbolická. Hlavním symbolem je postřelená divoká kachna, která v rozporu se svým jménem žije zdomácněle na půdě u Ekdalových, tedy v prostředí pro ni nepřirozeném. S kachnou můžeme ztotožnit hned několik ústředních postav. Obecně pak divoký pták žijící na půdě symbolizuje svět Ekdalovy rodiny, tedy svět malých (materiálních i duchovních) poměrů, ve kterých jsou lidé spokojeni, protože mají každý svou životní iluzi.
Hra má dvacet čtyři postav. Nejdůležitějšími jsou Hjalmar Ekdal; Gina, jeho manželka; Hedvika, jejich čtrnáctiletá dcera; starý Ekdal, Hjalmarův otec; továrník Werle a Gregers Werle, továrníkův syn a Hjalmarův přítel. Drama má pět dějství.
Po letech se vrací Gregers Werle do domu svého otce továrníka Werleho. Po roztržce při které syn vyčítá otci jeho nečestné jednání v minulosti, Gregers odchází k příteli z mládí Hjalmaru Ekdalovi. Seznamuje se s jeho ženou Ginou, dříve hospodyní u továrníka Werleho, dcerou Hedvikou, na otci citově závislou, a Hjalmarovým otcem, starým Ekdalem. Gregers zjišťuje, že přítelův život je zpovzdálí manipulován továrníkem a rozhodne se příteli vše vylíčit, aby se jeho život očistil od lži. Hjalmarův otec po propuštění z vězení za účetní machinace tráví volný čas na půdě, kde chová mimo jiných zvířat také divokou kachnu. Gregers odhalí příteli skutečnosti, z nichž Hjalmara nejvíce zasáhne podezření, že Hedvika není jeho dcera. Rozhodne se proto zpřetrhat všechny vztahy s minulostí a odejít z domu pouze s otcem. Zoufalá Hedvika se snaží otci zalíbit a na popud Gregerse chce obětovat otci divokou kachnu. Z půdy se ozývá výstřel a místo divoké kachny je zde nalezena mrtvá Hedvika.
Hra byla poprvé uvedena 9. ledna 1885 na Národní scéně v Bergenu (Den nationale Scene) v režii norského dramatika a režiséra Gunnara Heiberga.

## České překlady
České překlady
Z norského jazyka
- 1899 – Přeložil Hugo Kosterka, Vydalo nakladatelství Františka Šimáčka v Praze, 1899.
- 1903 – Přeložil Arnošt Kraus, Vydalo nakladatelství J. Otty v Praze, 1910.
- 1958 – Přeložil Břetislav Mencák. Vydala nakladatelství Dilia v Praze r. 1958 a Státní nakladatelství krásné literatury hudby a umění v Praze, 1959.
- 1992 – Přeložil František Fröhlich. Vydala nakladatelství ND Praha v r. 1993; nakladatelství pro Divadelní ústav v r. 2006 a nakladatelství Artur v Praze 2011.

Z německého jazyka
- 1943 – Přeložil Karel Kraus. Vydalo nakladatelství Universum, Praha, 1943.

## Česká uvedení
Česká uvedení
- Divadlo na Veveří (Národní divadlo), Brno, premiéra 13. října 1903, režie: František Zvíkovský
- Národní divadlo, Praha, premiéra: 14. ledna 1904, režie: Jaroslav Kvapil
- Divadlo na Veveří (Národní divadlo), Brno, premiéra 27. dubna 1912, režie: Jaroslav Auerswald
- Národní divadlo, Praha, premiéra 10. května 1921, režie: Karel Želenský
- Státní divadlo Ostrava, premiéra 3. února 1922, režie: Václav Jiřikovský a Antonín Rýdl
- Staré divadlo na Veveří (Národní divadlo), Brno, premiéra 13. prosince 1923, režie: Jaroslav Auerswald
- České divadlo v Olomouci, premiéra 19. října 1939, režie: O. Stibor
- Prozatímní divadlo (Národní divadlo), Praha, premiéra 22. února 1940, režie: Karel Dostal
- Městské divadlo v Pardubicích, premiéra 17. ledna 1941, režie: Benjamin Smola
- Pražské divadlo na Poříčí, Praha, premiéra 17. listopadu 1943, režie: Karel Jernek
- Horácké divadlo Jihlava, premiéra 11. ledna 1948, režie: Miloš Hynšt
- Divadlo Vítězslava Nezvala, Karlovy Vary, premiéra 6. prosince 1958, režie: Jan Bartoš
- Tylovo divadlo (Národní divadlo), Praha premiéra 26. ledna 1966, režie: Karel Jernek
- Československý rozhlas Brno, premiéra 7. října 1968, režie: Vladimír Vozák – ROZHLASOVÉ VYSÍLÁNÍ
- Horácké divadlo v Jihlavě, premiéra 9. leden 1971, režie: Ladislav Panovec
- Stavovské divadlo (Národní divadlo), Praha, premiéra 25. března 1993, režie: Ivan Rajmont
- Divadlo v Dlouhé, Praha, premiéra 13. září 2005, režie: Jan Nebeský
- Divadlo J. K. Tyla v Plzni, premiéra 17. prosince 2005, režie: Jan Burian
- Divadlo Petra Bezruče v Ostravě, premiéra 9. října 2009, režie: Jan Mikulášek
- Divadlo Františka Xavera Šaldy v Liberci, premiéra 17. června 2011, režie: Vít Vencl
- Komorní scéna Aréna, Ostrava, premiéra 22. října 2016, režie: David Šiktanc